# モノフル
株式会社モノフル（Monoful Inc.）は、物流向けソリューション開発を行う企業。
先進的物流施設の大手プロバイダーである日本GLPのグループ会社の出資により2017年11月に設立。「物流テック（不動産テック）」に関するスタートアップ企業にVC投資も行なう。
コーポレートミッションは、「ロジスティクス・エコシステムの創造」。

## 概要
物流施設や工場などにおけるトラックの長時間待機問題を解消するトラック受付/予約サービス「トラック簿」の提供を開始し、求車求貨システムの「配車プラス」、倉庫スタッフ求人および勤怠マネージメントのデジタルシステム「適材ナビ」といった物流SaaSプロダクトの開発、オープンな業務提携、プロダクト連携やスタートアップ投資を通じて、物流業界全体の課題解決に取り組んでいる。
モノフルの名称の由来は、「物（mono）であふれている（full）」という物流の現状を表す意味に加え、我々が目指す未来の物流の姿である「単一の（mono）プラットフォームで遂行させる・実行する（fulfill）」。
モノフルは、東京大学先端科学技術研究センターに設置されている「先端物流科学寄付研究部門」への支援を通じ、同研究部門が目指す、物流業界が抱える課題解決のための、サイエンスで物流の未来を創ることのできる高度物流人材の育成をバックアップしている。

## サービス
モノフルは次世代の物流をつくるための3つのサービスを提供している。
トラック簿：月額基本料0円から、受付、呼出し、実績の見える化を実現。工数が軽減されるだけでなく、待機時間削減を目指す予約プランも導入。
配車プラス：簡単な操作で配車計画を作成し、指示書などの帳票類もボタンひとつで送信可能。他拠点や協力会社との情報共有だけでなく、新たな取引先とマッチングも実現。
適材ナビ：システム上で人材派遣会社や紹介会社と連携し、スタッフ受付や勤怠管理もデジタル化。人材確保と管理にかかっていた無駄な業務負荷を削減。

## 主なパートナー企業（投資先企業）
出典：
物流業界が抱える課題や、多様化するニーズに応えるために、企業とのパートナーシップを強化し、世の中の物流を変えていく 「ロジスティクス・エコシステム」を推進している。あいおいニッセイ同和損保、トランコム、パスコ、フレクト、らと共に、ロジスティクス・エコシステムの価値向上や物流業界のサポートを行っている。
エアークローゼット：オンラインファッションレンタルサービス「airCloset (エアークローゼット)」を運営。女性向けのお洋服が借り放題のサブスクリプションサービス。
スマートドライブ：自動車やバイクなどの移動体のセンサー情報や車両や保険などの周辺情報を一気通貫で分析する、移動にまつわるデータプラットフォームを展開。
souco：ロジスティクスx ITのスタートアップ企業として「物流リソースの最適配分を支える」というミッションのもと、 倉庫を借りたい企業と貸したい企業とを全国規模でマッチングするwebプラットフォーム「souco」を展開。
Telexistence：インターネットで人とロボットを接続し、遠隔から自分のもう一つの身体としてロボットを自由に操作出来る技術を開発する企業。テレイグジスタンス技術を活かして、人々が空間の制約を超えて、職場に行かなくてもどこからでも労働力を提供できる労働基盤、Augmented Workforce Platform (AWP = 拡張労働基盤) を構築。